# 大分交通
大分交通株式会社（おおいたこうつう、英: Oita Transportation Co., Ltd.）は、大分県北部を主な営業エリアとする乗合バス・貸切バス事業者である。本社所在地は大分県大分市新川西8組の3。

## 概要
バス事業は大分市以北の県内ほぼ全域を営業エリアとするが、1980年代後半に分社化を進め、現在大分交通本体の路線バスの営業エリアは大分市・別府市・杵築市・国東市（うち東国東郡旧国東町、旧武蔵町、旧安岐町域）・速見郡日出町で、そのほかの各地は子会社の国東観光バス・玖珠観光バス・大交北部バスが担当している。他社と共同で大分市・別府市と各地を結ぶ高速バスも運行する。また自社営業エリアにある大分空港と大分市・別府市を結ぶ空港連絡バス「エアライナー」も運行している。
かつてはバス事業のほか、5線、計100km以上の鉄軌道路線を擁したが、1975年までに全線廃止している。
西日本鉄道（西鉄）が一部資本を有している。1940年から2003年までは同社の系列会社であったが、出資比率が下がったため西鉄グループを離脱している。

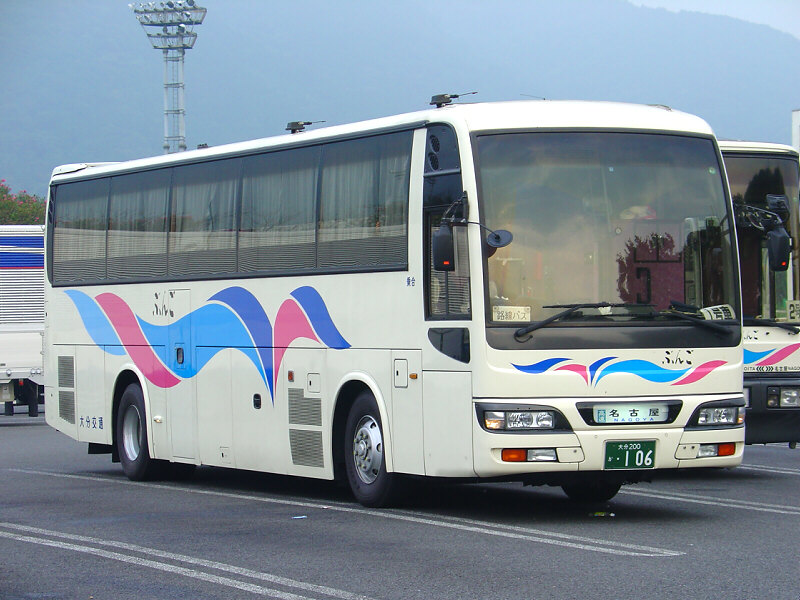
高速バス（ぶんご号）
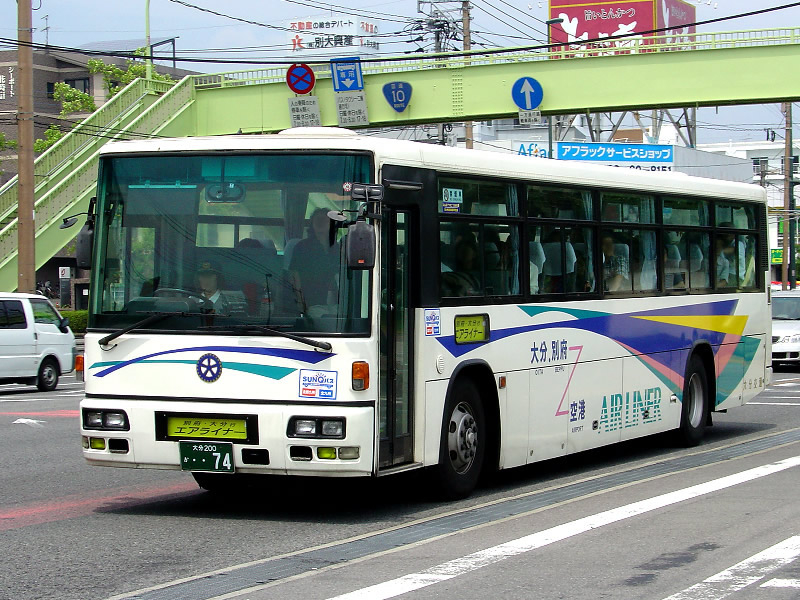
空港特急バス（エアライナー）
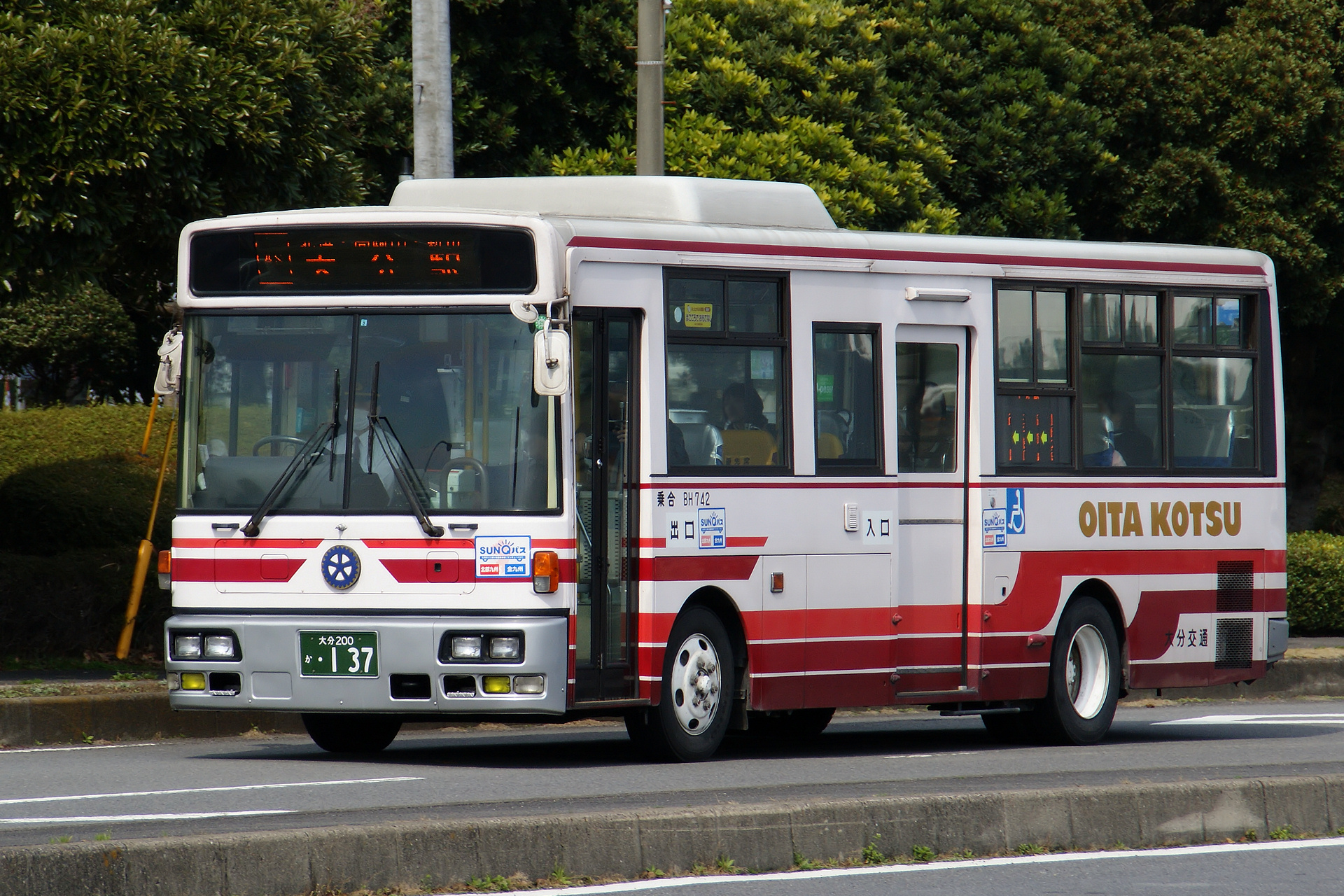
一般路線バス（現在この車は大野竹田バスに移籍）
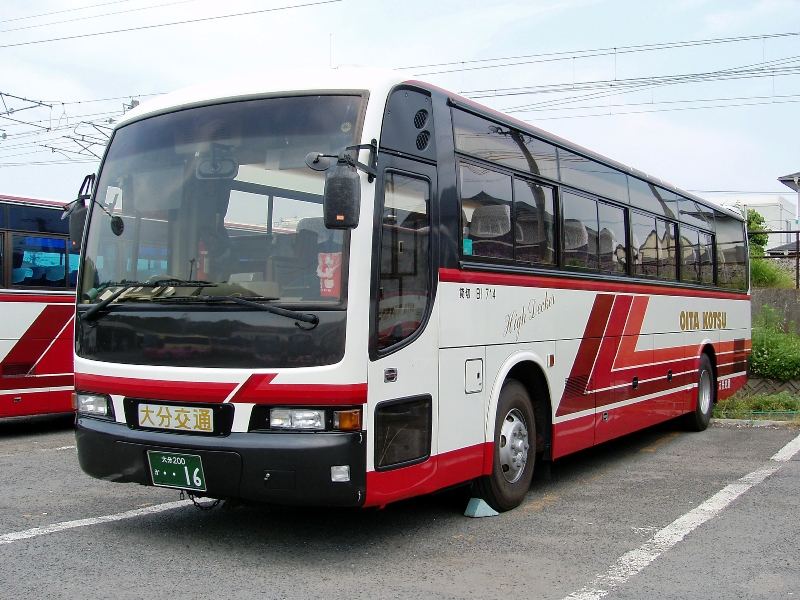
貸切バス（現在この車は廃車済み)
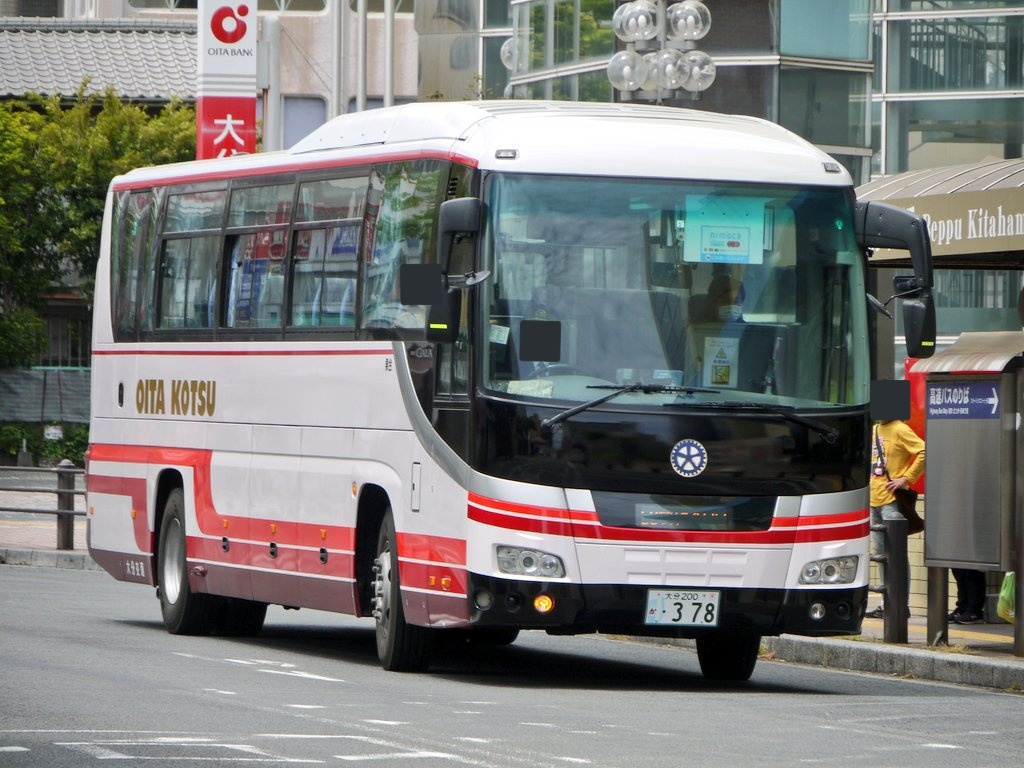
APU線バス

## 沿革
大分市と別府市を結ぶ路面電車路線を運営していた別府大分電鉄が母体である。この路線は1900年に豊州電気鉄道により開業した九州最古の路面電車で、豊後電気鉄道、九州水力電気と経営母体が変化し、九州水力電気が分社化のため1927年に別府大分電鉄を設立した。ただし、大分交通は創立年月日を豊州電気鉄道の設立日である1896年8月5日としている。
1940年に同じく九州水力電気の傘下にあった九州電気軌道（西鉄の前身）の傘下に入り、1945年に戦時体制下で大分県北部の鉄道・バス事業者を吸収合併し、大分交通となった。
- 1896年（明治29年） 8月5日 - 豊州電気鉄道株式会社設立。
- 1900年（明治33年）5月10日 - 豊州電気鉄道が別府・大分間に路面電車を開通させる（後の別大線）。
- 1906年（明治39年） 1月4日 - 豊後電気鉄道が設立され、経営不振に陥った豊州電気鉄道の事業一切を継承。
- 1916年（大正 5年） 3月28日 - 九州水力電気が豊後電気鉄道を合併。
- 1927年（昭和 2年） 6月30日 - 九州水力電気が別府・大分間の軌道事業を別府大分電鉄（同年6月24日）へ譲渡。
- 1945年（昭和20年）4月20日 - 戦時政策の影響により別府大分電鉄が国東鉄道・耶馬渓鉄道・宇佐参宮鉄道・豊州鉄道（もとの日出生鉄道）・宇佐参宮自動車・別杵自動車を吸収し、大分交通となる。
- 1975年（昭和50年）10月1日 - 耶馬溪線（中津 - 野路）を最後に鉄道・軌道路線を全廃。以後バス事業が主要業務となる。
- 1988年（昭和63年） - 子会社として国東観光バスを設立し、杵築・国東方面のバス事業を移管（ただし国大線は大分交通で担当）。
- 1989年 - 子会社として中津観光バス・高田観光バス・豊前観光バス・玖珠観光バスを設立し、それぞれ中津・耶馬渓・日田方面、豊後高田・宇佐・安心院方面、玖珠・九重方面のバス事業を移管。
- 2000年（平成12年） 3月1日 - 大分バス・亀の井バスと共同で大分共通バスカードを導入。
- 2005年（平成17年）10月1日 - 子会社の中津観光バスが高田観光バスを吸収合併。
- 2005年（平成17年）11月1日 - 中津観光バスが社名を大交北部バスに改称。
- 2010年（平成22年）12月26日 - 大分バス・亀の井バスと共同で西鉄グループのICカード「nimoca」を「めじろんnimoca」の名称で導入。
- 2011年（平成23年）12月31日 - 大分共通バスカードを廃止（発売は同年6月30日限りで終了）
- 2018年（平成30年）4月18日 - ヤマト運輸、大分航空ターミナル提携し、初の観光支援型客貨混載バスをエアライナーの一部便で開始[2][3]。
- 2022年（令和4年）3月14日 - 大分交通㈱、大分バス㈱、亀の井バス㈱の3社は空港リムジンバスのチケットをスマホで決済し、スマホに表示されるQRコードをバスの読み取り機にかざすだけで乗車できる、キャッシュレス決済を開始

豊州電気鉄道
豊後電気鉄道
九州水力電気
別府大分電鉄
国東鉄道
耶馬渓鉄道
宇佐参宮鉄道
豊州鉄道

## 営業所
以下の各営業所を持つ。なお、営業所名の右側の( )内は営業所表記（車両番号の先頭部に書かれている表記）である。
- 大分営業所(O)（大分市豊海四丁目）
- 別府営業所(B)（別府市大字内竈）
  - 国東営業区(Ku)（国東市国東町大字鶴川）

## 主なバスターミナル
- 大分駅（大分市末広町） - 大分市中心部を発着するすべての一般路線バス・定期観光バス・空港連絡バスが利用できる。出札機能もある。高速バスは「大分バス本社前1番乗り場」（トキハ前）または駅東側近傍の要町停留所を利用する。
- 新川（大分市大字勢家） - 「D-Plaza」（ショッピングモール）に隣接。高速バス・空港連絡バスのターミナル。出札機能があり、高速・空港連絡バス利用者向けのパークアンドライドも実施している[4]。一般路線バスは隣接する道路上のバス停を利用する。
- 北浜バスセンター（別府市北浜） - 道路上のバス停を含めることによって、別府市中心部を発着するすべての一般路線バス・定期観光バスが利用できる。
- 杵築（杵築市大字杵築北浜） - 国大線（大分 - 国東）の途中にあり、国東観光バスのターミナルでもある。旧国東線杵築市駅跡。
- 国東（国東市大字鶴川） - 国大線のターミナル。国東観光バスのターミナルでもある。出札機能もある。
- 亀川（別府市亀川） - 亀川駅東口広場に隣接。一般路線の他、APU線専用のバス停が存在する。空港連絡バスは隣接する道路上のバス停を利用する。一部バス停は、隣接する国道上にある。
- その他沿線のJR日出駅がターミナルとなる。

## 現行路線

### 高速バス
- 大分・別府 - 福岡「とよのくに号」（大分バス・亀の井バス・日田バス・西日本鉄道と共同運行）
- 大分・別府 - 長崎「サンライト号」（大分バス・長崎自動車・長崎県交通局と共同運行）

### 空港連絡バス

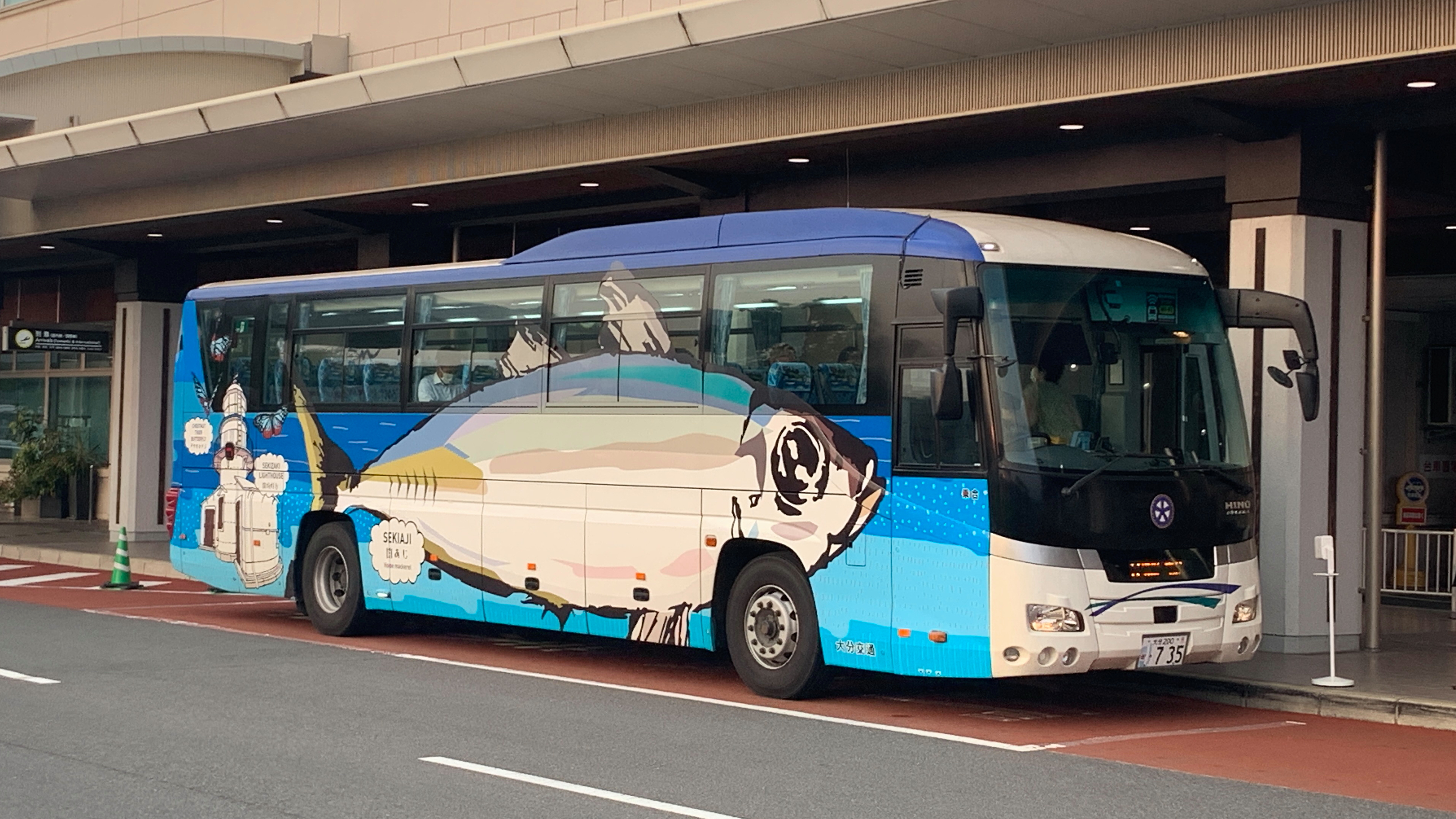
ラッピングされたエアライナー

大分空港 - 別府・大分線
大分空港 - 別府・大分線については、「エアライナー」を参照のこと。
大分空港 - 湯布院線
- 由布院駅前バスセンター - 大分空港（亀の井バスとの共同運行）
  - 2003年7月17日、亀の井バスと共同で運行開始。

大分県由布市湯布院町のJR由布院駅と大分空港を結ぶ路線。由布院駅前 - 大分空港間はノンストップ。由布院駅を出ると県道216号を西進して湯布院インターチェンジから大分自動車道に入り、日出バイパス - 大分空港道路経由で大分空港へ至る。
大分空港－豊後高田・宇佐・中津線（大交北部バス運行）
県北地域である中津・宇佐・豊後高田を結ぶ路線（通称ノースライナー）。ただし、高速道路は利用せず一般路線扱いとなっている。

### 定期観光バス
宇佐神宮や両子寺など国東半島の史跡をめぐるコースと、青の洞門や深耶馬溪などの耶馬渓をめぐるコースの2路線がある。現在は新型コロナウイルスの影響により耶馬渓路線のみ当面の間運休中。国東半島コースはたまに運休になるが、運行している。

### 一般路線バス（大分営業所）
2006年12月から大分市内路線については行き先番号が廃止され、大分バスと統合された「系統番号」が導入された（この規格については、大分バスの項目「一般路線バス（大分市発着路線）」を参照）。ただし、大分バスが従来の番号を一新したのに対し、大分交通では、行き先番号のなかったホーバーバスと下八幡線で系統番号を新設した以外は、従来の行き先番号と同じ数字に基幹経路を示すアルファベットを付加したものを系統番号としている。なお以下の各路線の記述において系統番号が2つ記載されている場合、経路を順行する路線は左側の番号、逆行する路線は右側の番号となる（例：「B13,B12：大分駅 - 県庁前 - 中島（一条 - 十条） - 弁天一丁目 - 5号地大交車庫」の場合、5号地行きがB13、大分駅行きがB12）。

#### 5号地線
- A1：大分駅 - 新川 - 合同庁舎稲荷前 - 弁天一丁目 - 5号地大交車庫
- B13,B12：大分駅 - 県庁前 - 中島（一条 - 十条） - 弁天一丁目 - 5号地大交車庫

大分市中心部と、大分川河口西側の5号地にある大分交通大分営業所を結ぶ路線。
出入庫系統で、運行間隔は一定しないが多数運行されている。

#### 県立図書館線
- BP3,BP13：5号地大交車庫 - 中島 - 大分駅 - オアシスひろば - 田室町 - 大分西高校 - 志手 - 県立図書館（循環）
- P3,P13：大分駅 - オアシスひろば - 田室町 - 大分西高校 - 志手 - 県立図書館（循環）
- BR2,BR15：5号地大交車庫 - 中島 - 大分駅 - ソフトパーク - 春日神社 - 大分西高校 - 志手 - 県立図書館（循環）

大分市中心部と、市街地西側の新春日町・王子新町などの住宅地を結ぶ路線。沿線には大分県立図書館、県立大分西高校、大分大学教育福祉科学部附属養護学校、同附属中学校などの文教施設もある。

#### スカイタウン高崎・青葉台団地線
- Q8,Q14：大分駅 - 西春日町 - 生石一丁目 - スカイタウン高崎センター - 高崎四丁目
- P23,P13：大分駅 - 田室町 - 大分西高校 - 志手南 - 椎迫一組 - 虹ヶ丘 - 青葉台団地（循環）
- P24：大分駅→田室町→大分西高校→志手南→椎迫一組→虹ヶ丘→青葉台団地→虹ヶ丘入口→スカイタウン高崎センター→生石一丁目
  - 2008年4月1日：P24・Q25・Q26を新設。西春日町・生石一丁目経由青葉台線は虹ヶ丘西公園発大分駅行きのみの片道運行化（Q10廃止）。
  - 時期不明：西春日町・生石一丁目経由青葉台線（系統番号Q14[* 1]）の廃止[* 2]。
  - 2024年3月31日：新川経由青葉台団地線（系統番号A9/A16[* 3]）の廃止。
  - 2024年9月30日：新川経由スカイタウン高崎線（系統番号A16[* 4]）・高尾台経由青葉台団地線（系統番号Q25[* 5]）の廃止。

大分市中心部と、市街地南西の丘陵上にある住宅団地を結ぶ路線。方向幕では、高崎四丁目行きが「スカイタウン高崎」、青葉台団地行きが「にじが丘・青葉台」と表示される。
青葉台団地線は椎迫一組から先が循環区間で、虹ヶ丘東公園→虹ヶ丘西公園→あおば公園→虹ヶ丘ショッピングセンター→にじが丘北→椎迫一組と循環して大分駅へ戻る。朝には虹ヶ丘西公園始発便の設定がある。大分駅発平日21時、土曜休日20時以降はP24で運行される。この系統は、従来同時間帯では虹ヶ丘ショッピングセンターどまりで運行されていたのを、生石一丁目まで延伸した路線である。
大分市内路線の中心的存在であり、朝夕は通勤・通学客でかなり混み合う。

#### 大分きゃんバス
- 21：要町 - 大分駅前7番 - 中央通り6（セントポルタ前） - 竹町赤レンガ通り - 昭和通り - オアシス広場前（県立美術館南） - 大道校区公民館前 - 大分駅上野の森口 - ホルトホール大分 - 東大道1丁目 - 大分県立聾学校前 - 上野丘公園 - 大分市美術館
- 22：大分市美術館 - 上野丘公園 - 大分県立聾学校前 - 東大道1丁目 - ホルトホール大分 - 大分駅上野の森口 - 大道校区公民館前 - ガレリア竹町西 - オアシスひろば前（県立美術館南） - 昭和通り - 大分市役所合同新聞社前 - 県庁正門前 - コンパルホール入口 - 金池 - 大分駅前 - 要町

大分バスと共同運行。また、循環運行となっている。

### 一般路線バス（別府営業所・国東営業区）
別府営業所管内では、大分駅 - 別府駅 - 鉄輪線、別府駅 - 吉弘 - 亀川駅線、APU線で系統番号が設定されていたが、2010年3月10日に既存系統番号の変更およびその他別府市内運行の一般路線への系統番号の設定が行われた。また、この系統番号変更により、従来往路と復路で系統番号が異なっていた路線については往路復路共同じ系統番号となった。
なお、大分駅発着系統は系統番号の数字の前にASが付く。

#### 別大線
- AS71：大分駅 - 新川 - かんたん - 高崎山 - 別府北浜 - 別府交通センター - 南須賀入口 - 亀川駅前 - 関の江大交車庫

大分駅・別府駅から国道10号を経由して大分交通別府営業所のある関の江車庫へ向かう路線。かつての軌道線（大分交通別大線）のルートである。
大分駅を出ると中央通りを進み、新川から臨海産業道路を西へ。西生石から別大国道（国道10号）に入り、別府国際観光港内では第三埠頭（関西汽船）停留所は経由せず、国道上の南須賀入口停留所を経由する。
2024年4月1日のダイヤ改正で、フェリーさんふらわあ前経由大分駅前行き（AS72）、附属中学校前・田室町経由大分駅前行き（AS72）を休止。
大分駅 - 別府北浜間は、別大線・鉄輪線を合わせて毎時1-2本程度運行されている。

#### 鉄輪線
- AS60：大分駅 - 新川 - かんたん - 高崎山 - 別府駅 - 別府北浜 - 南石垣 - 吉弘温泉 - 石垣八丁目 - 春木 - 新別府 - 鉄輪
- 60：別府駅 - 別府北浜 - 南石垣 - 吉弘温泉 - 石垣八丁目 - 春木 - 新別府 - 鉄輪

大分駅または別府駅から、別府市内の鉄輪に向かう路線。基本的には別府駅発着で、一部が大分駅発着である。方向幕では「鉄輪温泉」と表示され「かんなわおんせん」とルビも振られる。
別府駅を出ると駅前通りを進み北浜交差点から国道10号を北上、富士見通り交差点で左折し、幸通り - 石垣中央通りを北上して春木へ、新別府の住宅地を抜けて温泉街の北東端にある終点鉄輪へ至る。なお大分交通の鉄輪停留所と亀の井バスの鉄輪停留所とは距離が離れている。

#### APU線

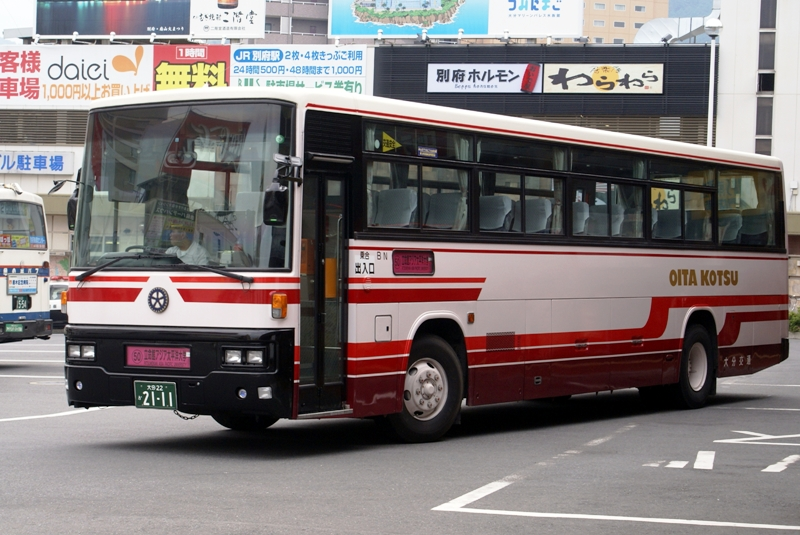
APU線の車両

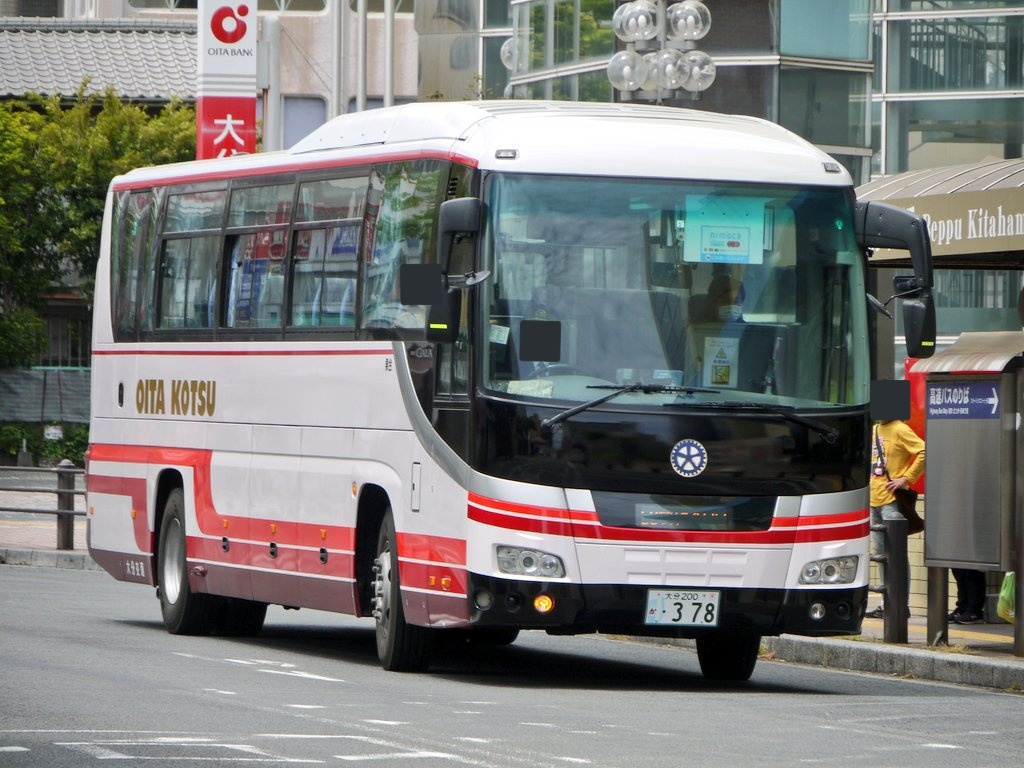
APU線の車両

- 50：別府駅 - 別府北浜 - 別府交通センター - 南須賀入口 - 春木川 - 亀川駅 - 立命館アジア太平洋大学
- 51：別府駅 - 別府北浜 - 南石垣 - 吉弘温泉 - 石垣八丁目 - 深町(春木川は安全確保のため通過扱い)- 亀川駅 - 立命館アジア太平洋大学
- 52：別府交通センター - 南須賀入口 - 春木川 - 亀川駅 - 立命館アジア太平洋大学
- 53：亀川駅 - 立命館アジア太平洋大学
- AS54：大分駅 - 新川 - かんたん - 高崎山 - 別府北浜 - 別府交通センター - 南須賀入口 - 春木川 - 亀川駅 - 立命館アジア太平洋大学
- 55（快速便）：別府駅 - 別府北浜 - 京町 - 餅ヶ浜 - (亀川バイパス) - 立命館アジア太平洋大学

立命館アジア太平洋大学（APU）へのアクセス路線。以前は休校日運休だったが、現在は毎日運行されており、別府市内の一般路線としても役割を果たしている。車両は元エアライナー用の車両や大型路線車が使用されている。なお、大分駅発着便については、平日かつ休校日（特別ダイヤ）の場合は関の江大交車庫発着（別大線）での運行、土曜・休日は登校日であっても運休となる。
55番は2011年4月4日より運行開始した快速便。上記停留所以外には停車せず餅ヶ浜まで乗車のみのクローズドドア制、APU行きの片道2便を登校日のみ運行している。

## 廃止・休止・移管路線

### 高速バス
- 大分・別府 - 大阪「ゆのくに号」（亀の井バス・阪急バスと共同運行）
- 高速：大分・別府 - 北九州「ゆのくに号」（大分バス・亀の井バス・西鉄バス北九州と共同運行）[8][9]
  - 2015年3月7日の運行開始から各停便を、2016年12月4日のダイヤ改正からノンストップ系統を担当。
  - 大分側3社撤退後は西鉄バス北九州による単独運行が行われていたが、利用客低迷と新型コロナウイルスの影響により、2023年3月31日をもって廃止[10]。
- 高速：別府・大分 - 延岡・宮崎「パシフィックライナー」（大分バス・亀の井バス・宮崎交通・JR九州バスと共同運行）現在は新型コロナウイルスの影響により全便運休中。利用客低迷と新型コロナウイルスの影響により、2021年3月31日をもって廃止[11]
- 大分・別府・宇佐・中津 - 名古屋「ぶんご号」（大分バス・亀の井バスと共同運行）
- 大分・別府・宇佐・豊後高田 - 徳山（周南）・広島「別府ゆけむり号」（広交観光と共同運行・スオーナダフェリーを利用）
- 大分・別府 - 北九州（亀の井バス・西鉄バス北九州と共同運行・期間限定運行）
  - 2010年6月11日〜2011年3月27日（主に金・土・日曜・祝祭日、お盆・年末年始期間のみ）の期間限定で運行していたが撤退。但し路線自体は、他2社で2011年4月2日 - 2011年9月25日（土曜、日曜、祝日、及びお盆の一部平日のみ）の期間限定運行を継続。
  - 東九州自動車道の延伸を受けて2015年3月7日より運行再開[8]。また、共同運行会社に大分バスが新規参入。
- 大分・別府 - 神戸・大阪・京都「SORIN号」（大分バス、亀の井バス、近鉄バスと共同運行）[12][13][14][15]
  - 2019年3月31日をもって、亀の井バスと大分交通が撤退し、大分バス・近鉄バスによる運行に変更。
- 別府 - 北九州空港「BEPPU EXPRESS」（亀の井バスと共同運行）
  - 2018年10月28日 - 2019年7月31日（1日1往復の試験運行を実施し、試験期間満了に伴い運行終了。）

### 一般路線バス

#### ホーバーバス

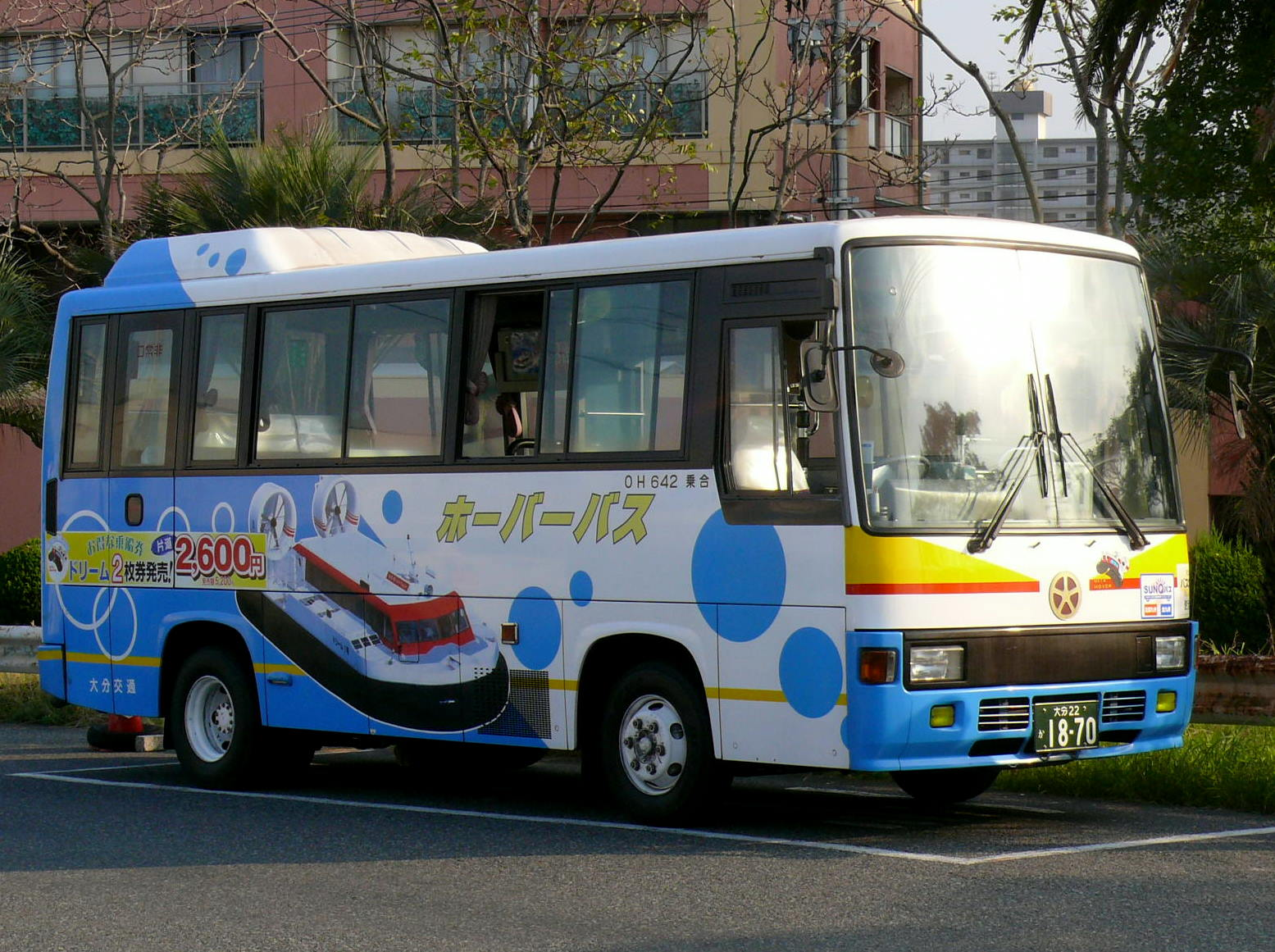
ラッピング広告が施されたホーバーバス

- 21：大分駅 - 県庁前 - 一条 - ホーバー大分基地

大分市中心部と、大分川河口東側の西新地にある大分ホーバーフェリー大分基地を結ぶ路線。専用の小型車両で運行されていた。
ホーバーフェリーの出発・到着便に合わせたダイヤで運行され、ホーバーフェリーのダイヤは大分空港の航空ダイヤに合わせられていたため、他路線とはダイヤ改正の時期が異なっていた。また、ホーバーの欠航時には運休となり、その際は大分中心部の各乗り場では、停留所時刻表の下に欠航であることを示す札が下げられた。途中区間のみの利用も可能であった。2009年10月31日のホーバー運航休止により、連絡バスも休止。使用車両はその後大交北部バス・国東観光バスに移り、大交北部バスの車両は2010年4月26日から中津市コミュニティバス豊前中津線で、国東観光バスの車両は杵築営業所管内の一般路線に使用されている。

#### 志手線
- 5号地大交車庫 - 中島 - 大分駅 - ソフトパーク - 春日神社 - 大分女子高校（現大分西高校） - 志手
- 5号地大交車庫 - 中島 - 大分駅 - 県病（現オアシスひろば） - 田室町 - 大分女子高校（現大分西高校） - 志手

いずれも県立図書館へ延伸、循環化。

#### 春日陸橋経由机張原線
- 大分駅 - 西春日町 - （春日陸橋） - 大分女子高校（現大分西高校） - 志手南 - 虹ヶ丘西公園 - 大分インター入口 - 金谷迫公民館 - 机張原

#### 日出 - ハーモニーランド - 杵築線
- 日出駅前 - 日出 - ハーモニーランド - 赤松 - 杵築駅

JR日出駅とJR杵築駅をハーモニーランド経由で結ぶ路線。一部は日出駅 - 赤松間の運行。
日出駅を出ると県道520号を進み、日出停留所付近から国道10号へ入って北進。ハーモニーランドを経由し、赤松交差点で右折して県道644号へ入り、日豊本線の線路沿いに東進して杵築駅へ至る路線だった。2008年4月1日より国東観光バスに移管。

#### 鶴高スクール線
- 93：東別府駅 - 別府駅 - 南石垣 - 鶴高正門前
- 93：別府駅 - 南石垣 - 鶴高正門前 - 春木 - 亀川駅前 - 関の江大交車庫

別府鶴見丘高校への通学路線。休校日は運休となる。羽室台高校の廃校に伴い路線は廃止された

#### 石垣線
- 62：別府駅 - 別府北浜 - 南石垣 - 吉弘温泉 - 石垣八丁目 - 春木 - 別府大学下 - 亀川駅

別府駅と亀川駅を幸町通り経由で結ぶ路線。春木までは吉弘経由鉄輪線と同一経路。そこから県道645号を経由して亀川駅に至る。2021年4月1日のダイヤ改正で休止線扱い。

#### 県立図書館線
田室町経由では大分市営グランドから先が循環区間であり、大分西高校→志手→県立図書館→附属養護学校→附属中学校→大分市営グランドと循環して大分駅方向へ戻る。一方ソフトパーク経由では附属養護学校からが循環区間で、附属中学校→大分西高校→志手→県立図書館→附属養護学校と循環して大分駅方向へ戻る。
田室町経由便の一部（C3,C18系統）は、大分バス大洲循環線との相互乗り入れを行っている。その場合は5号地までは行かず、「大分駅→県立図書館→大分駅（降車のみ）→大分バス本社前→大洲運動公園→大分バス本社前」または「大分バス本社前→大洲運動公園→大分バス本社前（降車のみ）→大分駅→県立図書館→大分駅」という経路で運行される。2021年4月1日のダイヤ改正で 大洲循環線(大分駅前～大洲総合運動公園前)の大分交通運行便が乗り入れを休止する。

#### 鶴見ヶ丘線
- AS61：大分駅 - 新川 - かんたん - 高崎山 - 別府駅 - 別府北浜 - 別府市役所下 - 鶴高正門前 - 春木 - 新別府 - 鉄輪
- 61：別府駅 - 別府北浜 - 別府市役所下 - 鶴高正門前 - 春木 - 新別府 - 鉄輪

別府駅を出ると駅前通りを進み北浜交差点から国道10号を北上、富士見通り交差点で左折し、鶴高通りを北上して春木へ、新別府の住宅地を抜けて温泉街の北東端にある終点鉄輪へ至っていた路線。
2024年4月1日のダイヤ改正で休止。

#### 下八幡・柞原・机張原線
- BQ6,BQ14：5号地大交車庫 - 中島 - 大分駅 - 西春日町 - かんたん - 富士紡社宅 - 下八幡 - 中大山 - 柞原
- Q6,Q14：大分駅 - 西春日町 - かんたん - 富士紡社宅 - 下八幡 - 中大山 - 柞原
- BP4：5号地大交車庫→中島→大分駅→田室町→かんたん→富士紡社宅→下八幡→中大山→柞原
- BQ7,BQ14：5号地大交車庫 - 中島 - 大分駅 - 西春日町 - かんたん - 富士紡社宅 - 下八幡 - 東八幡 - 下坂本 - 金谷迫公民館 - 机張原
- Q7,Q14：大分駅 - 西春日町 - かんたん - 富士紡社宅 - 下八幡 - 東八幡 - 下坂本 - 金谷迫公民館 - 机張原
- BP13：5号地大交車庫←中島←大分駅←田室町←かんたん←富士紡社宅←下八幡←東八幡←下坂本←金谷迫公民館←机張原
- Q17：大分駅→西春日町→かんたん→富士紡社宅→下八幡→東八幡→下坂本
- Q14：大分駅←西春日町←かんたん←富士紡社宅←下八幡←中大山
- A19：大分駅→新川→かんたん→富士紡社宅→下八幡→東八幡→下坂本
- A16：大分駅←新川←かんたん←富士紡社宅←下八幡←中大山
  - 2008年4月1日：田室町経由柞原線が5号地発のみ、また田室町経由机張原線が机張原発のみの片道運行化（BP5廃止）。
  - 2009年4月1日：下八幡線について、終点を下坂本（行き先表示は「東八幡」）、始発を中大山に延伸。
  - 2019年5月以前：新川経由下坂本行き（A19）廃止[16]。
  - 2024年9月30日休止[17]。

大分市中心部と西大分地域を結ぶ路線。柞原線・机張原線とも田室町経由便は朝の一便のみ。下八幡線は、以前は新川経由のみであったが、柞原・机張原線の本数削減により代替として西春日町経由が設定された。
西大分駅前交差点の先で左折して国道10号から県道696号に入り、富士紡績の工場を左に見ながら下八幡へ至る。柞原行きはこのまま県道696号を進み、山間を縫うようにして柞原八幡宮下の終点柞原へ至る。机張原行きは下八幡から分かれ、八幡地区に広がる住宅地の狭隘区間を抜けると大分自動車道方面へ向かう道を南下。大分インターチェンジ西側近くの金谷迫交差点を右折すると大分道に沿うように西進して終点机張原へ至る。

#### 国大線
- AS70：大分駅 - 新川 - かんたん - 高崎山 - 別府北浜 - 別府交通センター - 第三埠頭 - 亀川駅前 - 関の江 - 日出 - 会下 - 杵築バスターミナル - 住吉浜 - 安岐 - 大分空港 - 武蔵 - 国東
- 杵築駅 - 中平 - 杵築バスターミナル - 住吉浜 - 安岐 - 大分空港 - 武蔵 - 国東

大分市中心部から別府市、日出町、杵築市、国東市と、沿岸各市町の中心部を経て国東へ至る路線。区間便的存在として、1日2本のみ杵築駅 - 国東間での運行がある。
大分駅を出ると中央通りを進み、新川から臨海産業道路を西へ。西生石から別大国道（国道10号）に入り、別府市内を経由。日出町の堀交差点から国道213号へ入り、杵築市中心部にある杵築バスターミナル、安岐（旧東国東郡安岐町）、大分空港、武蔵（旧東国東郡武蔵町）を経て国東（旧東国東郡国東町）へ至る。
かつては特急運転され、「国東特急」と呼ばれていた。その後別府市内のみ特急運転の区間特急となり、現在は各停となっている。
なお国大線では便固定で車椅子対応のワンステップバス・ノンステップバスが運行されており、予約をすれば車椅子での乗車が可能である。
平成27年9月30日まで観光港内（さんふらわあ前）を通っていたが、10月1日からAS71と同じ南須賀入口経由となった。
2021年4月1日のダイヤ改正で別府営業所担当便が消滅し、大分向けの最終便が14時台となった。
2024年9月30日休止。

#### 関の江団地線
- 87： 関の江団地循環
  - 左回り  亀川駅 →北新田→シーサイドタウン関の江三丁目→別府医療センター→亀川駅
  - 右回り  亀川駅→亀川新川→別府医療センター→シーサイドタウン関の江三丁目→北新田→亀川駅

亀川駅と亀川駅北西のスパランド豊海・関の江新町の住宅団地を結ぶ循環路線。方向幕は「関の江団地」と表示されていたが現在は「関の江団地循環」となっている。  以前は別府駅発着便もあったが、現在は全便が亀川駅発着になった。その後のダイヤ改正で太陽の家経由便と関の江大交車庫行きは廃止。循環線となり関の江団地から関の江団地循環に名前を変更しルートも左回り、右回りというルートが作られた。
2024年9月30日休止。

#### 辻間・日出団地線
- 83：辻間団地→団地南区→豊岡駅→関の江→亀川駅前→別府医療センター
- 88：辻間団地 - 団地南区 - 豊岡駅 - 関の江 - 亀川駅
- 89：亀川駅 - 関の江 - 豊岡駅 - 団地南区 - 上神田 - 暘谷駅 - 日出役場 - 日出 - 会下

速見郡日出町の日出団地・辻間団地へ向かう路線。辻間団地発別府医療センター行の便が平日朝に1本運行がある。
JR豊岡駅手前で国道10号を離れ、かつて国道10号だった道を進み、辻間団地、日出団地へ至る。そこからJR暘谷駅や日出役場などがある暘谷地区を経由して日出停留所付近から国道213号を進み、大分空港道路入口手前の終点会下へ至る。
令和2年10月のダイヤ改正で80番、81番の別府駅発着が亀川駅発着に82番の関の江大交車庫発着便が廃止
84番はすでに廃止済み
80、81番は平成27年9月30日まで観光港内（さんふらわあ前）を経由していたが、10月1日から南須賀入口経由となった。
2024年9月30日休止。

## 車両

### 一般路線バス
白地に赤系統の塗装である。中型車が多くを占めているが、立命館アジア太平洋大学の学生利用に対応した大型車も保有している。メーカーは国内主要4社（三菱ふそう・いすゞ自動車・日野自動車・UDトラックス（旧：日産ディーゼル））の車両が揃っているが、主力として活躍してきた三菱ふそう車の引退が続いており、これに替わっていすゞ自動車（エルガミオ）が勢力を伸ばしている。
また、神奈川中央交通から大型車（三菱・いすゞ）も移籍してきており、主にAPU線や大分市内で使用されている。2015年頃から首都圏や中部地方のバス事業者から中古の中型ノンステップバスが導入されており、2017年に中古の大型ノンステップバス2台導入された。

### 貸切バス
各営業所に貸切バスを配置している。大型車は西日本車体工業のC-I型を架装した車両が大部分を占める。中型車や9m級の大型車は、純正がほとんどである。2006年10月には、地上デジタル放送アンテナを搭載した三菱ふそうエアロバスを導入した。その後もいすゞガーラや三菱エアロエースなど、多数の新型車両が導入されている。車両メーカーは、国内主要4社を導入しているが、いすゞ自動車は比較的少ない。

## 鉄軌道事業
かつては鉄軌道事業も行っていたが、1975年までに全廃された。過去には以下の路線が存在した。
- 別大線
- 国東線
- 宇佐参宮線
- 耶馬渓線
- 豊州線

## 関連会社
- 国東観光バス - バス事業、大分交通の分離子会社。旧杵築営業所、国東営業区の一部を移管。
- 玖珠観光バス - バス事業、大分交通の分離子会社。旧玖珠営業所を移管。
- 大交北部バス - バス事業、大分交通の分離子会社。旧中津、耶馬渓、高田、安心院の各営業所を移管。
- 大分交通観光社
- 別府大分合同タクシー
- 杵築国東合同タクシー
- 大交メンテナンス
- 大交車輌整備
- 大分小松フォークリフト
- 宇佐八幡駐車場
- 大分建機
- 大交ソリューションズ
- 大分ICカード開発 - めじろんnimocaの事業運営

### 解散した子会社
- 大分ホーバーフェリー - 大分市内と大分空港を結ぶホバークラフトを運航。2009年10月31日に運航を休止し、会社は清算された。
- 大交産業 - 1961年3月設立。2009年3月をもって清算された。